# Helen Flint

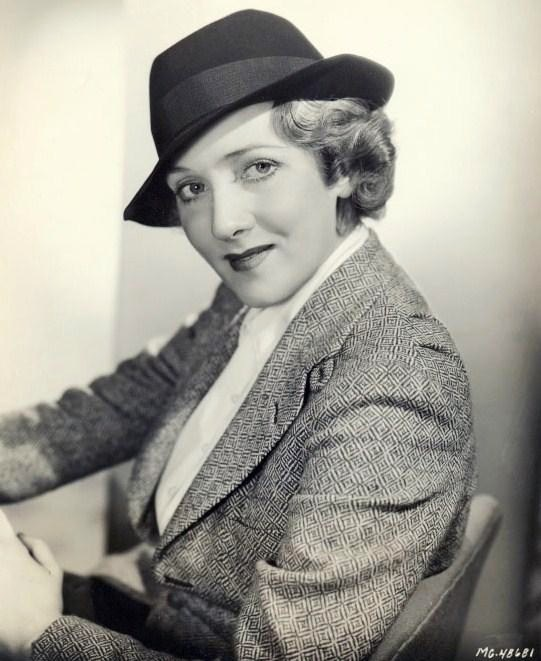
Helen Flint (1935)

Helen Flint (* 14. Januar 1898 in Chicago; † 9. September 1967 in Washington, D.C.) war eine US-amerikanische Schauspielerin und Theaterdarstellerin.

## Leben und Karriere
Flint begann ihre Karriere als Schauspielerin im Jugendalter bei der Bühne. Mit 17 Jahren soll sie bereits in New York in den Ziegfeld Follies aufgetreten sein. Insbesondere in den 1920er- und 1930er-Jahre wurde Flint eine gefragte Bühnenschauspielerin am Broadway, dort sind für den Zeitraum zwischen 1921 und 1946 Auftritte von ihr in über 20 Produktionen nachgewiesen.
Zudem trat Flint zwischen 1931 und 1944 in insgesamt 23 Kinofilmen. Besonders oft trat sie in Hollywood im Rollenfach des „leichten Mädchens“ auf. So versucht ihre Figur beispielsweise, in der Eugene-O’Neill-Verfilmung Ah, Wilderness! (1935) einen von Eric Linden gespielten Jugendlichen zu verführen. Zu ihren bekannteren Filmen zählen Fritz Langs Blinde Wut (1936), Geheimbund Schwarze Legion (1937) und Der kleine Lord (1936), in letzterem spielte sie die Rolle der Betrügerin Minna Tipton.
Bald nach dem Ende ihrer Schauspielkarriere 1953 lebte Flint im Washingtoner Stadtteil Georgetown und war dort laut einem Zeitungsbericht aus den späten 1950er-Jahren die Vermieterin von 16 Wohnungen. Flint starb am 9. September 1967 in Washington, nachdem sie von einem Auto angefahren wurde.

## Filmografie
- 1931: The Clyde Mystery (Kurzfilm)
- 1934: The Ninth Guest
- 1934: Call It Murder
- 1934: Manhattan Love Song
- 1934: Handy Andy
- 1934: Broadway Bill
- 1935: Devil Dogs of the Air
- 1935: While the Patient Slept
- 1935: Doubting Thomas
- 1935: Ah, Wilderness!
- 1935: Riffraff
- 1936: Der kleine Lord (Little Lord Fauntleroy)
- 1936: Wenn andere schlafen… (Early to Bed)
- 1936: Blinde Wut (Fury)
- 1936: A Son Comes Home
- 1936: Der Erbe des Hauses Farrington (Give Me Your Heart)
- 1937: Geheimbund Schwarze Legion (Black Legion)
- 1937: Sea Devils
- 1937: Step Lively, Jeeves!
- 1937: Married Before Breakfast
- 1937: Blonde Trouble
- 1942: Time to Kill
- 1944: Das Haus der Lady Alquist (Gaslight)